# Phyllospadix iwatensis
Phyllospadix iwatensis är en bandtångsväxtart som beskrevs av Tomitaro Makino. Phyllospadix iwatensis ingår i släktet Phyllospadix och familjen bandtångsväxter. IUCN kategoriserar arten globalt som sårbar. Inga underarter finns listade.